# Asesinato de Mia Stevn
Mia Stevn (Hvalpsund, 19 de septiembre de 1999 - región de Jutlandia, c. 6-9 de febrero de 2022) fue una joven danesa que fue asesinada en febrero de 2022. El lugar, momento y circunstancias concretas de su asesinato son desconocidas, pues ocurrió de forma desconocida, en un lugar no determinado (solo se sabe que fue en el norte de Jutlandia) y tuvo lugar entre el 6 de febrero de 2022 a las 6:09 horas y el 9 de febrero a las 11:20. El caso atrajo una considerable atención nacional.
Mia Skadhauge Stevn, estudiante de enfermería de 22 años, se encontraba en la ciudad de Jomfru Ane Gade, en Aalborg, la noche entre el sábado y el domingo, 5 y 6 de febrero. La última señal de vida de ella fue a las 6:09 del domingo, cuando la videovigilancia la mostró entrando en un coche oscuro. La policía creyó que podría tratarse de un taxi pirata. El 9 de febrero de 2022, la policía de Jutlandia del Norte detuvo a dos hombres de 36 años en Flauenskjold y Østervrå. El 12 de febrero de 2022, la policía confirmó que las partes del cuerpo que habían encontrado unos días antes eran de Mia Stevn.
El 10 de febrero de 2022, uno de los detenidos fue puesto en prisión preventiva durante cuatro semanas, mientras que el otro sujeto quedó en libertad. Según los cargos, ambos hombres de Vendsyssel supuestamente mataron a Mia Stevn de forma desconocida en un lugar desconocido del norte de Jutlandia. Ambos acusados en el caso se declararon inocentes y fueron protegidos por una orden de silencio. El 4 de abril de 2022, se retiraron todos los cargos contra uno de los hombres, que había sido puesto en libertad el 10 de febrero de 2022.
El 7 de junio de 2023, comenzó el juicio del otro hombre acusado de asesinato. El 28 de junio de 2023, Thomas Thomsen, fue declarado culpable del asesinato de Mia Stevn. El 29 de junio de 2023 fue condenado a prisión preventiva. Thomsen recurrió el caso ante el Tribunal Superior, que confirmó la sentencia del Tribunal de Distrito.

## Asesinato

### Víctima
Mia Stevn nació el 19 de septiembre de 1999. Creció en Hvalpsund y se graduó en el Vesthimmerlands Gymnasium en 2016, tras lo cual trabajó en Dagli'Brugsen, Friplejehjemmet Hesselvang y en el camping. Estudió enfermería en la University College Nordjylland de Aalborg.

### Desaparición y búsqueda

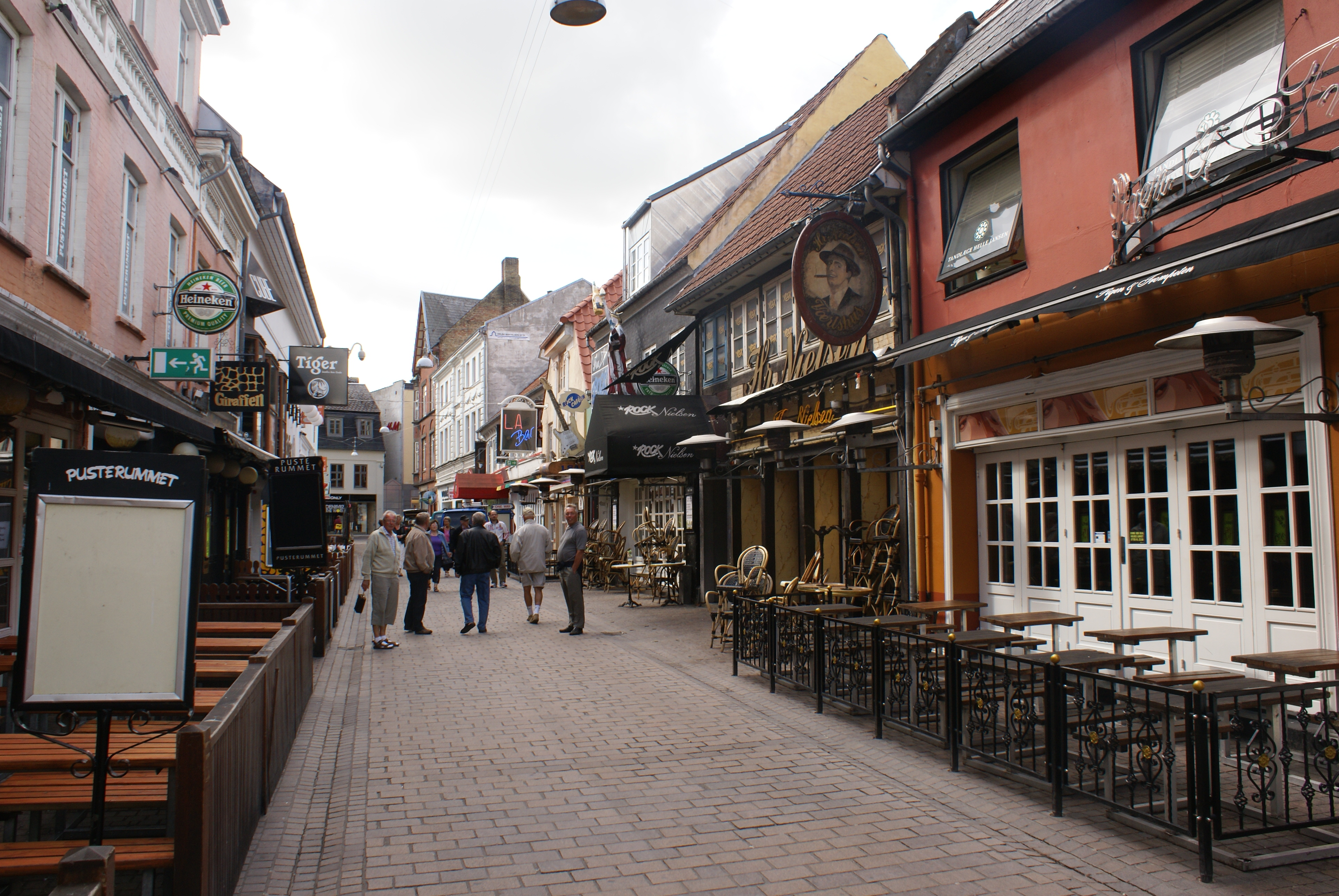
Diez minutos antes de que Mia Stevn desapareciera, fue vista en los vídeos de vigilancia del Club Wolf en Jomfru Ane Gade, céntrica calle de Aalborg conocida por sus bares de copas.

El 6 de febrero de 2022, a las 6:02, salió de Jomfru Ane Gade, una calle del centro de Aalborg con varios pubs y bares, por Ved Stranden en dirección oeste. Las cámaras de videovigilancia mostraron a la joven subiendo en un coche oscuro a las 6:09 horas en Vesterbro 99, cerca de Netto. Al día siguiente, la Policía de Jutlandia Septentrional emitió un aviso público de búsqueda de Mia Stevn. En la alerta, las autoridades hicieron públicas las fotografías de dichas grabaciones, en las que se veía a la mujer, de 22 años, por la noche en las inmediaciones de Jomfru Ane Gade. Más tarde ese mismo día, la policía anunció que estaba trabajando sobre la base de que podría haber sido víctima de un delito. La policía difundió fotos de vigilancia de un coche de color oscuro en el que se metió. Según la policía, podría tratarse de un taxi pirata.
El 9 de febrero, la policía detuvo a dos hombres de 36 años y los acusó de asesinato. La policía acudió a domicilios de Østervrå y Flauenskjold y llevó a cabo investigaciones. En una dirección se encontró un coche probablemente idéntico al que recogió a Mia. Un Volkswagen Golf 2.0 TDI negro de 2015 con matrícula de loro (nombre referido en Dinamarca para las matrículas con más de un color de fondo). También se investigó una tercera dirección en una zona de casas de vacaciones cerca de Saltum. El 10 de febrero, los dos hombres comparecieron ante el Tribunal de Distrito de Aalborg para una audiencia preliminar. Se les acusó de matar conjuntamente a la joven «de forma desconocida» en algún momento entre el 6 y el 9 de febrero. Ambos se declararon inocentes. La vista, que se celebró a puerta cerrada, terminó con el encarcelamiento de uno de los hombres durante cuatro semanas, posteriormente identificado como Thomas Thomsen, y la puesta en libertad del otro.
Nordjyllands Politi, la Jefatura de policía en Aalborg, celebró una rueda de prensa el 10 de febrero, en la que el subinspector Frank Olsen anunció que se habían encontrado partes de un ser humano en Dronninglund Storskov, presuntamente el de una joven. Los exámenes forenses confirmaron el 12 de febrero que era Stevn quien se había encontrado.
Al principio de la investigación también se detuvo a un tercer hombre. Sin embargo, fue puesto en libertad porque tenía coartada. En relación con la investigación, la policía llevó a cabo investigaciones forenses en la estación de residuos de Reno-Nord, en el este de Aalborg, y en la zona forestal de Hammer Bakker.
El hombre acusado del asesinato había sido condenado anteriormente por siete cargos de exhibicionismo y por cortar los tubos de freno del coche de una exnovia. En 2013, los dos hombres acusados de asesinato fueron condenados por hacerse pasar por agentes de policía en virtud del artículo 130 del Código Penal. La suplantación tuvo lugar los días 26 y 27 de julio de 2012 en el torneo internacional de fútbol para niños y jóvenes Dana Cup, celebrado en Hjørring (Dinamarca).

## Reacciones
La primera ministra Mette Frederiksen declaró el 11 de febrero de 2022: «Me rompe el corazón. Una noche festiva que termina en la peor pesadilla imaginable. Una joven camino a casa. Se siente infinitamente insignificante». Por su parte, la ministra de Igualdad de Género, Trine Bramsen, llegó a declarar la acción de elaborar un plan de acción contra el asesinato y el homicidio de mujeres por parte de sus parejas. Dicho plan iba a contar con la colaboración de otros ministerios, como Justicia, Trabajo, Asuntos Sociales y organizaciones de interés.
En torno a un centenar de personas participaron en una cadena humana en Aalborg el 13 de febrero de 2022 a primera hora de la mañana para recordar a la joven asesinada. En Vejle se celebró el mismo día una procesión de antorchas en memoria de Mia Stevn y de Oliver Ibæk Lund, un joven de 21 años asesinado también en las mismas fechas. La procesión de antorchas fue organizada por Helle Vestager Jespersen, que perdió a su hija en Marruecos en 2018 en un atentado terrorista. También hubo procesiones conmemorativas en Aarhus, Odense y Copenhague.
Tras el asesinato, el hashtag #TextMeWhenYouGetHome se extendió por las redes sociales. Se inició en 2021, después de que la británica Sarah Everard fuera asesinada en Londres cuando regresaba a casa de una amiga. Varias personalidades públicas compartieron sus reacciones al asesinato en las redes sociales, como Klaus Bondam, Sofie Carsten Nielsen, Sandie Westh, Christiane Vejlø, Pia Olsen Dyhr, Pernille Rosenkrantz-Theil, Pernille Skipper, Peter Ingemann y Dan Rachlin.
Tras el asesinato, la organización de voluntarios Natteravnene despertó un gran interés en Aalborg. El Ayuntamiento de Aalborg anunció que estudiaría la posibilidad de instalar más cámaras en el centro de la ciudad. A raíz del asesinato, un grupo de voluntarios creó Safe House, una organización de voluntarios que, con cinco personas por turno, se centra en garantizar que todos los jóvenes puedan salir por la ciudad y volver a casa sanos y salvos.

### Debate
En relación con el caso del asesinato, se ha producido un gran debate en los medios de comunicación sobre la inseguridad en la vida nocturna. En una encuesta de Megafon, seis de cada diez daneses respondieron que se sentirían más seguros si hubiera más videovigilancia en los espacios públicos. En otra encuesta, el 61 % de las mujeres estaban preocupadas por ser atacadas cuando salían por la tarde y por la noche.
Los políticos de Jutlandia del Norte han declarado que quieren que los taxis ilegales se retiren de las calles. Se desconoce el alcance de dichos vehículos en la región, pero son un problema para el sector y la vida nocturna, según la organización profesional del taxi. Los taxis piratas han desempeñado en repetidas ocasiones papeles centrales en casos criminales graves.

## Juicio

### Enjuiciamiento
El juicio por el asesinato de Mia Stevn, con Thomas Thomsen como acusado, comenzó el 7 de junio de 2023 en el Tribunal de Distrito de Aalborg. El caso fue llevado como un juicio con jurado, lo que implicaba la acción decisoria por parte de tres jueces y seis jurados. El tribunal de Aalborg ha reservado nueve días para el caso. Los seis primeros días, del 7 al 9 de junio y del 12 al 14 de junio, se dedicaron al sumario. En primer lugar, se leyó el escrito de acusación y el fiscal explicará el curso del caso. A continuación, se dio paso a la declaración del acusado, la comparecencia de testigos y la presentación de pruebas documentales. El juicio concluyó el 29 de junio.
Según la acusación, Thomas Thomsen, entonces de 37 años, se ofreció a llevar a Mia Stevn, en claro estado de embriaguez, y la condujo -contra su voluntad- a una zona forestal desierta cerca de Hammer Bakker y a una dirección en Flauenskjold. La violó y la mató sometiéndola a «considerables mutilaciones», según se alegó. Esto ocurrió supuestamente en algún momento entre las 6:09 y las 15 horas. Después, y en los días siguientes, descuartizó el cuerpo con una sierra eléctrica de vaivén, una navaja y unas tijeras. También introdujo varias piezas en limpiador de desagües y mezcló sosa cáustica para disolverlas. Según la acusación, esparció las partes del cuerpo varias veces en Dronninglund Storskov antes de ser detenido el 9 de febrero de 2022.
El acusado llegó a admitir el delito de manipulación indecente de cadáveres, pero negó los cargos de violación y asesinato. Así lo declaró su abogada defensora, Mette Grith Stage, antes del juicio. La fiscal especial Mette Bendix pidió que el hombre fuera condenado a cadena perpetua, con custodia alternativa.
El 29 de junio de 2023, Thomas Thomsen fue condenado a prisión preventiva. Se le condenó también a pagar las costas del caso y una indemnización a los familiares de 327 000 coronas danesas. Sin embargo, no hubo consenso entre los jueces y jurados del caso en relación con la sentencia. Seis votaron a favor de la custodia, dos votaron a favor de la cadena perpetua y dos votaron a favor de la prisión durante 16 años. La sentencia terminó siendo la custodia.

### Apelación
El 13 de mayo de 2024, el caso de apelación comenzó en el Tribunal Superior Occidental de Viborg. Se reservaron un total de diez días de juicio para la apelación. La acusación llamó a un total de 16 testigos durante la apelación. El 30 de mayo fue condenado a prisión preventiva. Al hacerlo, el Tribunal Superior confirmaba la sentencia del Tribunal de Distrito. Hubo 13 votos a favor de la prisión preventiva y 5 votos a favor de la cadena perpetua.